# Конгрегация Бет-Изрейел

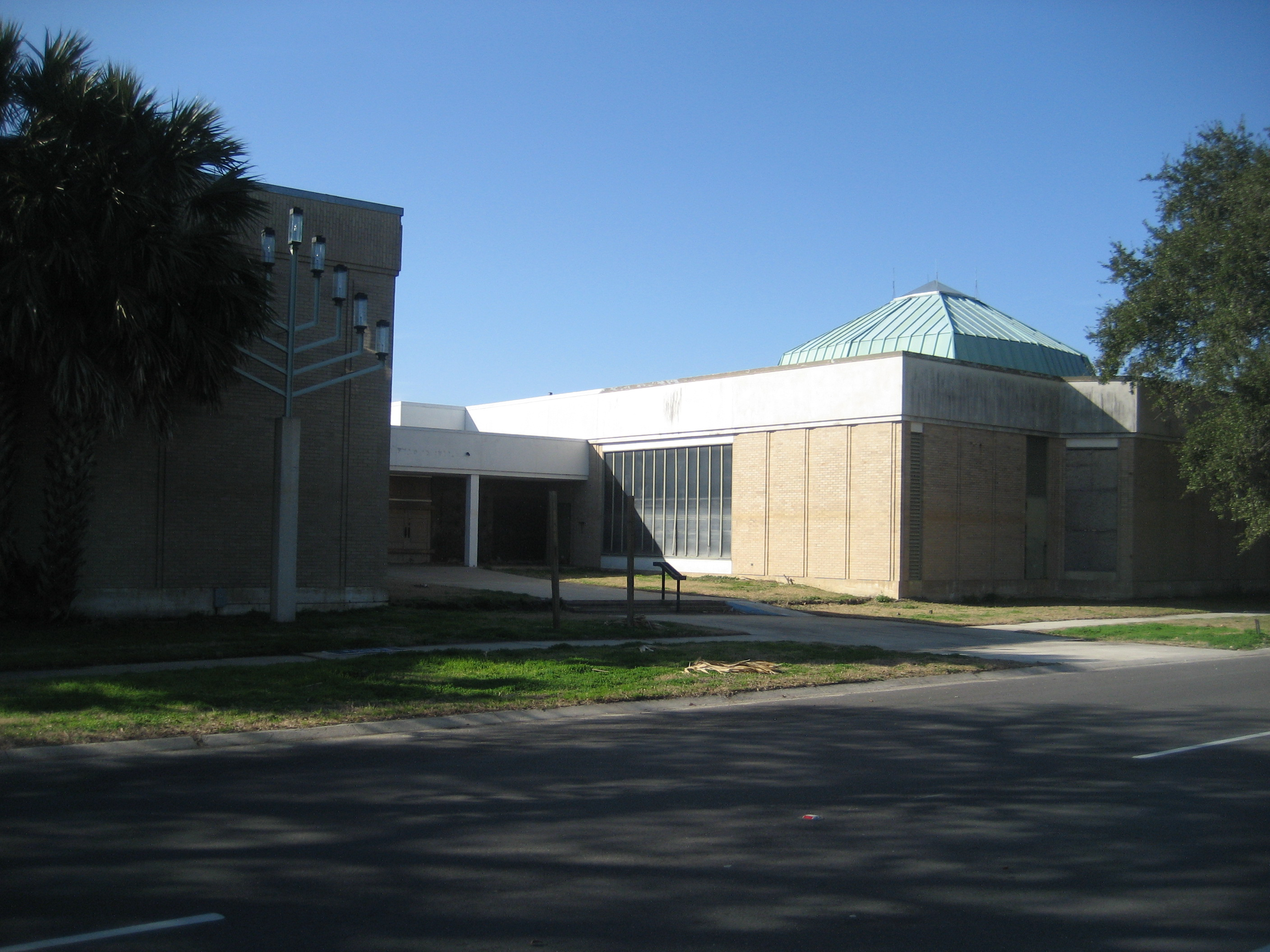
Конгрегация Бет-Изрейел

Конгрегация Бет-Изрейел (ивр. בית ישראל‎) — синагога ортодоксального модернизма в иудаизме в Луизиане. Основана в 1903 году или 1904 году, хотя корнями уходит к 1857 году, будучи старейшей ортодоксальной синагогой в Новом Орлеане. Первоначально располагалась на Карондлет-стрит, но в 1971 году переехала в новое здание на бульваре Канал в Лейквью.
В 1960-х годах конгрегация являлась крупнейший ортодоксальной конгрегацией на юге Соединенных Штатов, в её составе было более 500 семей, число которых к 2005 году сократилось до 200. В том же году здание было затоплено в результате прохождения урагана Катрина, самого разрушительного урагана в истории США. Несмотря на попытки спасти их, все семь свитков Торы были уничтожены, как и более 3000 молитвенников.
Из-за урагана ещё 50 семей покинули Новый Орлеан, в том числе раввин. Конгрегация уступила часть помещения «Gates of Prayer», движению за обновление иудаизма в пригороде Нового Орлеана. К 2009 году община выкупила у них землю для строительства новой синагоги рядом. В августе 2012 года новое здание было построено. Раввин — Ури Топольский.